# Aplastodiscus perviridis
Az Aplastodiscus perviridis a kétéltűek (Amphibia) osztályának békák (Anura) rendjébe és a levelibéka-félék (Hylidae) családjába tartozó faj.

## Előfordulása
A faj Argentínában, Brazíliában és valószínűleg  Paraguayban él. Természetes élőhelye a trópusi vagy szubtrópusi nedves síkvidéki erdők, trópusi vagy szubtrópusi nedves hegyvidéki erdők, bozótosok, rétek, folyók és édesvízi mocsarak.